# Iñigo de Otazu Zulueta
Íñigo de Otazu y Zulueta (Arechavaleta, 13 de agosto de 1920 - La Rioja, 16 de junio de 1986) fue un abogado y político español.

## Biografía
Íñigo de Otazu y Zulueta nació en el seno de una familia de la nobleza vasca-navarra. Su lugar de nacimiento fue el Palacio de Arrátabe en Arechavaleta, municipio de Guipúzcoa, el 13 de agosto de 1920 como sus hermanos trillizos. Uno de ellos, Fernando, será procurador en las Cortes por Guipúzcoa, alcalde de San Sebastián y diputado provincial por Guipúzcoa. 
Íñigo de Otazu estuvo casado y tuvo dos hijos. Desempeñó su carrera profesional como abogado y agricultor. Falleció el 16 de junio de 1986 a los 65 años de edad en accidente de tráfico en La Rioja.

### Elecciones generales del 15 de junio de 1977: Federación de Cooperativas de Álava
El 15 de junio de 1977 se celebran las elecciones a Cortes Generales. Íñigo de Otazu se presentará como candidato a la Cámara baja por la Federación de Cooperativas de Álava. Esta candidatura independiente no prospera en el Senado debido a defectos formales encontrados por la Junta Provincial Electoral de Álava.

### Diputado en el Congreso por Coalición Popular 1982-1984
Las elecciones generales de España se celebran el 28 de octubre de 1982. Íñigo de Otazu ocupa el segundo puesto en la lista al Congreso por Álava por la coalición  AP-PDP- UCD y PDL. Se incorpora al escaño el 18 de septiembre en sustitución de Marcelino Oreja, que renuncia al escaño al ser nombrado secretario general del Consejo de Europa con sede en Estrasburgo. Como diputado en esta segunda legislatura, Íñigo de Otazu forma parte del Grupo Parlamentario Popular del Congreso (GPP), siendo vocal de la Comisión del Defensor del Pueblo desde el 05/10/1984 al 23/04/1986.

### Congreso Regional de Alianza Popular 1983
En el mes de noviembre de 1983, se celebra en San Sebastián el III Congreso Regional de Alianza Popular en el País Vasco. En este congreso sale elegido presidente regional Íñigo de Otazu Zulueta y como secretario regional Florencio Aróstegui.